# Palmira (Venezuela)
Pour les articles homonymes, voir Palmira.
Palmira est le chef-lieu de la municipalité de Guásimos dans l'État de Táchira au Venezuela.